# Pilar León
Pilar León Tello (Bujalance, Córdoba, 8 de diciembre de 1917-Madrid, 2 de febrero de 2017) fue una archivera, escritora, doctora en filología semítica e historiadora española.

## Trayectoria
En 1944 ingresó por oposición en el Cuerpo de Archiveros,siendo su primer destino el Archivo de Hacienda Histórico de Guadalajara, hasta que en 1949 pasó al Archivo de la Delegación de Hacienda de Madrid.Un año después, en 1950, comenzó a trabajar en el Archivo Histórico Nacional como encargada de la Sección de Osuna y del Servicio Nacional de Microfilm.  
Su trayectoria como historiadora se basa sobre todo en el estudio de las comunidades judías en la Edad Media hispana.

## Obra
- 1955-1977 - Archivo de los duques de Frías. 3 Vols. Madrid.[5]
- 1965 - Damas nobles de la reina María Luisa Índice de expedientes de la Orden conservados en el Archivo Histórico Nacional. Madrid
- 1967 - Los judíos de Palencia. Institución Tello Téllez de Meneses.[6]
- 1970 - Diez años del Servicio Nacional del microfilm. Dirección General de Archivos y Bibliotecas
- 1980 - Un siglo de fomento español (años 1725-1825) : expedientes conservados en el Archivo Histórico Nacional. Ministerio de Cultura. M 32453-1980

## Reconocimientos
En 2020, fue incluida dentro del proyecto “Mujeres Investigadoras en los Archivos Estatales (1900-1970)” para la descripción archivística y creación de un micrositio específico en el Portal de Archivos Españoles (PARES), desarrollado entre 2020-2023. Este proyecto ha sido impulsado por la Subdirección General de Archivos Estatales, con el objetivo visibilizar la labor de investigación realizada en España por las mujeres en el intervalo 1900-1970 partiendo de los registros documentales que se conservan en los Archivos de Gestión de los AAEE del Ministerio de Cultura (el Archivo Histórico Nacional, el Archivo de la Corona de Aragón, el Archivo General de Simancas, el Archivo General de Indias, el Archivo de la Real Chancillería de Valladolid, el Archivo General de la Administración y el Centro de Información Documental de Archivos).